# Fouju
Fouju település Franciaországban, Seine-et-Marne megyében. Lakosainak száma 631 fő (2022. január 1.). Fouju Andrezel, Blandy, Champeaux, Crisenoy és Moisenay községekkel határos.

## Népesség
A település népességének változása:
| Lakosok száma | 588  | 581  | 589  | 575  | 573  | 575  | 583  | 607  | 631  |
|               | 2013 | 2015 | 2016 | 2017 | 2018 | 2019 | 2020 | 2021 | 2022 |